# Ayoze Díaz
Ayoze Díaz Díaz (La Laguna, 25 de mayo de 1982) es un exfutbolista español que jugaba de lateral izquierdo. Actualmente es el entrenador de la UD Tacuense en la Segunda División Femenina.

## Trayectoria
Ayoze dio sus primeros pasos en el equipo de su barrio, el Geneto, donde fue entrenado por su padre. Años más tarde el Club Deportivo Tenerife se fija en él, fichándolo para sus categorías inferiores. Consigue dar el salto al primer equipo durante la campaña 2002-03. Posteriormente, el jugador canario recaló en el Racing de Santander en julio de 2003 por cinco temporadas y debutó con el equipo cántabro contra el Ciudad de Murcia, equipo al que fue cedido por una temporada (2006-07). El 30 de junio de 2008 Ayoze terminó su contrato con el Racing ya que no se llegó a un acuerdo para su renovación.
El 5 de julio de 2008 fichó por el Real Club Deportivo Mallorca, donde militó hasta el 2011. El 22 de junio de 2011 fichó por el Deportivo de La Coruña para tres temporadas. En el Deportivo de La Coruña disputó 2.335 minutos distribuidos en 29 partidos durante la temporada 2011-2012, la cual culminó con el ascenso del Deportivo a la Primera División de España. El 2 de septiembre de 2013 el Deportivo de La Coruña decide rescindir su contrato.
El 23 de enero de 2014 el CD Tenerife y el jugador llegan a un acuerdo hasta junio de 2015. Comenzada la temporada 2014-15, Ayoze es despedido de forma unánime del club. En marzo de 2015 se hace oficial el fichaje de Ayoze como segundo entrenador de la UDG Tenerife En noviembre de 2017 deja la UDG Tenerife para seguir formándose como entrenador

## Clubes
| Club                         | País   | Temporada | Partidos (Liga) | Goles (Liga) |
| ---------------------------- | ------ | --------- | --------------- | ------------ |
| Club Deportivo Tenerife B    | España | 1999-2000 | 8               | 1            |
| Club Deportivo Tenerife      | España | 1999-2000 | 3               | 0            |
| Club Deportivo Tenerife B    | España | 2000-2001 | 30              | 1            |
| Club Deportivo Tenerife      | España | 2000-2001 | 1               | 0            |
| UD Lanzarote (cedido)        | España | 2001-2002 | 18              | 2            |
| Club Deportivo Tenerife      | España | 2002-2003 | 35              | 0            |
| Racing de Santander          | España | 2003-2004 | 28              | 0            |
| Racing de Santander          | España | 2004-2005 | 13              | 1            |
| Racing de Santander          | España | 2005-2006 | 15              | 2            |
| Ciudad de Murcia (cedido)    | España | 2006-2007 | 34              | 1            |
| Racing de Santander          | España | 2007-2008 | 30              | 0            |
| Real Club Deportivo Mallorca | España | 2008-2009 | 15              | 0            |
| Real Club Deportivo Mallorca | España | 2009-2010 | 33              | 0            |
| Real Club Deportivo Mallorca | España | 2010-2011 | 19              | 0            |
| Deportivo de La Coruña       | España | 2011-2012 | 27              | 0            |
| Deportivo de La Coruña       | España | 2012-2013 | 14              | 0            |
| Club Deportivo Tenerife      | España | 2013-2014 | 22              | 1            |